# پروتکل لیتوینوف

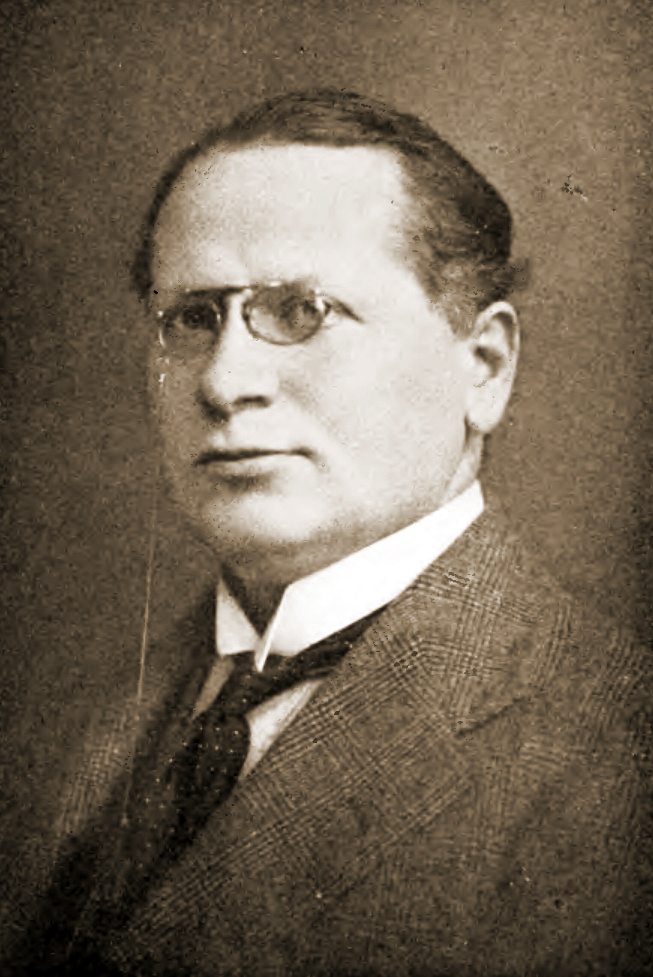
دیپلمات اهل شوروی، ماکسیم لیتوینوف (۱۹۵۱-۱۸۷۶)، که پروتکل لیتوینوف به افتخار او نام‌گذاری شده است.

پروتکل لیتوینوف نام رایج یک معاهده صلح بین‌المللی است که در ۹ فوریه ۱۹۲۹ در مسکو منعقد شد. این معاهده به افتخار ماکسیم لیتوینوف، دیپلمات ارشد شوروی که مذاکرات مربوط به این معاهده را پیش می‌برد، نام‌گذاری شده است. یکی از مفاد اصلی این معاهده، اجرای فوری پیمان بریان-کلوگ توسط کشورهای امضاکننده بود. در واقع کشورهای عضو این معاهده رسماً اعلام می‌کردند که از جنگ به عنوان بخشی از سیاست خارجی ملی، صرف‌نظر می‌کنند.
نام رسمی پروتکل لیتوینوف که در جامعه ملل به ثبت رسید، «پروتکل لازم‌الاجرا شدن فوری معاهده پاریس مورخ ۲۷ اوت ۱۹۲۸، درخصوص صرف‌نظر از جنگ به عنوان ابزار سیاست ملی» بود. این معاهده گاهی با عنوان «پروتکل مسکو» نیز شناخته می‌شود.
اولین امضاکنندگان پروتکل لیتوینوف عبارت بودند از شوروی، لهستان، لتونی، استونی و رومانی. چهار کشور دیگر مدتی بعد رسماً به این پیوستند: لیتوانی، فنلاند، ترکیه و پرشیا (ایران).

## پیشینه

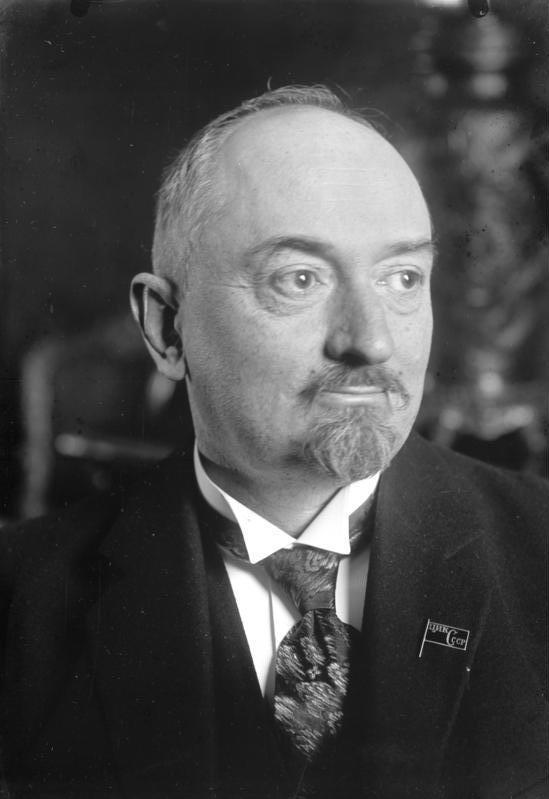
کمیسر امور خارجه شوروی، گئورگی چیچرین، از منتقدان سرسخت پیمان بریان–کلوگ بود و سعی داشت شوروی را از این پیمان دور نگه دارد. چیچرین پیمان مذکور را یک سند بی‌فایده و پروپاگاندایی تلقی می‌کرد که برای سرپوش گذاشتن بر یک دستور کار پنهان و تهاجمی تهیه شده است.

در اواخر سال ۱۹۲۷، مکاتبات بین هیئت‌های دیپلماتیک فرانسه و ایالات متحده، به سمت تدوین معاهده‌ای بین‌المللی حرکت کرد که به موجب آن کشورهای امضاکننده اعلام کنند که از استفاده از جنگ به عنوان ابزاری برای سیاست خارجی چشم‌پوشی و خودداری خواهند کرد. مذاکرات در نیمه اول سال ۱۹۲۸ به سرعت پیش رفت و مجموعاً وزارت خارجه ۱۵ کشور در این فرآیند شرکت داشتند. در ۲۷ اوت ۱۹۲۸ متن معاهده که به پیمان بریان-کلوگ معروف شد (ترکیب نام فرانک بی. کلوگ وزیر امور خارجه آمریکا و آریستی بریان وزیر امور خارجه فرانسه) در پاریس به امضا رسید.
در داخل دولت کمونیستی اتحاد جماهیر شوروی اختلافاتی بر سر پیمان بریان-کلوگ وجود داشت و قدرت‌های سرمایه‌داری پشت این پیمان هم شوروی را چندان در روند مذاکرات پیمان بازی نمی‌دادند. شوروی به صداقت و نیت قدرت‌های بزرگی که در پی انعقاد این پیمان بودند بدبین بود. دولت شوروی که از تهاجم خارجی بیم داشت حتی در پی خلع سلاح کامل بود و استدلال می‌کرد که ادامه وجود تسلیحات در سطح گسترده، اساساً با دعوت صوری به ممنوعیت جنگ متضاد و ناسازگار است. مقاله‌ای در روزنامه دولتی شوروی به نام ایزوِستیا مشخصاً به کلوگ (وزیر خارجه آمریکا ) و حمایت عمومی و مستمر او از دکترین مونرو و تجویز این دکترین برای اقدام نظامی توسط ایالات متحده علیه «هر قدرتی در جهان» که آن را نقض کند، اشاره کرد.
کمیسر امور خارجه شوروی، گئورگی چیچرین، به شدت از اینکه به شوروی اجازه نداده‌اند در روند مذاکرات پیمان شرکت فعال داشته باشد انتقاد می‌کرد. او همچنین به شروط (رزرو) دولت‌های بریتانیا و  فرانسه بر این پیمان معترض بود.
شوروی با اینکه عمیقاً به اهداف سیاسی پشت پیمان برایان-کلوگ مشکوک بود، همزمان در پی آن بود که هم در دادگاه افکار عمومی امتیازاتی برای خود به دست بیاورد و هم اندکی امنیت دیپلماتیک ایجاد کند با صحه‌گذاشتن بر ممنوعیت پیشنهادی این پیمان برای استفاده از جنگ به عنوان ابزار سیاسی. در تابستان ۱۹۲۸، برای ناظران سیاست خارجی مشخص شده بود که شوروی فعالانه به دنبال جایی بر سر میز مذاکره معاهده پاریس است. چیچرین که مخالف عضویت شوروی در این پیمان بود، مناظره سیاسی را به ماکسیم لیتوینوف (معاون وزیر خارجه و دیپلمات کهنه کار شوروی که موافق پیوستن به معاهده بود) باخته بود.
هرچند شوروی از افتخار عضو مؤسس بودن در پیمان بریان-کلوگ محروم شد، اما در همان روز امضای پیمان یک دعوت‌نامه رسمی برای پیوستن به پیمان ارائه شد به دولت‌های تمامی کشورهای دیگر جهان و دولت شوروی فوراً نام خود را به فهرست امضاکنندگان پیمان افزود. در ۲۹ اوت، مجمع کمیته اجرایی مرکزی شوروی (TsIK) مصوبه‌ای رسمی برای پذیرش پیمان را به تصویب رساند - نتیجه‌ای که لیتوینوف یک روز بعد به کارگزاران کمیسیون صلح اطلاع داد. الحاق رسمی شوروی به معاهده پاریس در ۸ سپتامبر ۱۹۲۸ به تصویب رسید.
در سرمقاله رسمی روزنامه دولتی ایزوِستیا به تاریخ ۷ سپتامبر ۱۹۲۸، دولت شوروی اعلام کرد که «به منظور اشاره به عدم کفایت تعهدات پیشنهادی و تقاضای گسترش این تعهدات به گونه‌ای که حقیقتاً از صلح حفاظت شود» به پیمان پاریس پیوسته است و این اهداف را تنها با «کار مثبت و مثمرثمر در زمینه خلع سلاح» می‌توان محقق کرد. این آرزوها خیلی زود به ناکامی کشیدند زیرا روند تصویب معاهده  توسط امضاکنندگان خوب پیش نرفت. چهار ماه پس از امضای معاهده، هیچ‌یک از امضاکنندگان آن را به طور رسمی تصویب نکرده بودند.

## شکل‌گیری پروتکل لیتوینوف
هنگامی که دولت شوروی تصمیم گرفت به امضاکنندگان معاهده پاریس بپیوندد، حال چه با اهداف تبلیغاتی و چه با اهداف عملی، این کشور به حامی اصلی معاهده تبدیل شد و تلاش کرد همراه با کشورهای همسایه خود، این معاهده را لازم‌الاجرا کند. در ۲۹ دسامبر ۱۹۲۸، لیتوینوف پیشنهاد کرد که یک پروتکل اضافی به معاهده پاریس الحاق شود تا به موجب آن، این معاهده در روابط دوجانبه شوروی با دشمن تاریخی‌اش لهستان و بخش تازه‌استقلال‌یافته امپراتوری روسیه یعنی لیتوانی، لازم‌الاجرا شود.
لهستان اولین کشوری بود که به این ابتکار شوروی پاسخ داد و متقابلاً پیشنهاد کرد که متحد نظامی لهستان یعنی رومانی، و سایر کشورهای حوزه بالتیک هم عضو پروتکل الحاقی شوند. دولت شوروی با این پیشنهاد لهستان موافقت کرد تا بدینوسیله روند تصویب معاهده پاریس را تسریع کند. این پیشنهاد به کشورهای دیگر از جمله لتونی، استونی، فنلاند، پرشیا (ایران) و ترکیه نیز اطلاع داده شد.
این سند که با هدف تسریع پذیرش و تصویب اصول پیمان بریان-کلوگ تهیه شد، به نام «پروتکل لیتوینوف» یا «پروتکل مسکو» شناخته می‌شود. نام رسمی پروتکل لیتوینوف که در جامعه ملل به ثبت رسید، «پروتکل لازم‌الاجرا شدن فوری معاهده پاریس مورخ ۲۷ اوت ۱۹۲۸، درخصوص صرف‌نظر از جنگ به عنوان ابزار سیاست ملی» بود.

## امضا کردن
لتونی در ۵ مارس ۱۹۲۹، استونی در ۱۶ مارس ۱۹۲۹ و دولت‌های لهستان و رومانی در ۳۰ مارس ۱۹۲۹ این سند را به تصویب رساندند. در ۳ ژوئن ۱۹۲۹ این پروتکل در مجموعه معاهدات جامعه ملل رسما به ثبت رسید و طبق ماده ۳، در ۱۶ مارس ۱۹۲۹ لازم‌الاجرا گردید.